# Рождественская история (фильм, 2009)
«Рожде́ственская исто́рия» (англ. A Christmas Carol) — экранизация повести Чарльза Диккенса «Рождественская песнь в прозе» (1843). Сценаристом и режиссёром фильма является Роберт Земекис.

## Сюжет
Это викторианская поучительная история о старом и ожесточившемся скупердяе Эбенизере Скрудже, ненавидящем радость и праздник Рождества Христова, который в течение одной ночи меняется на всю оставшуюся жизнь. В полночь, на рождество к Эбенезеру приходят три призрака. Дух Прошлого Рождества отводит Скруджа в те места, где он родился, и показывает ему прошлые события, а также расставание с невестой из-за его очерствевшего нрава.
Дух Настоящего Рождества позволяет Эбенезеру увидеть, как празднует Рождество его клерк, Боб Крэтчит, который живёт в нищете и, возможно, уже не сможет отпраздновать следующий праздник со своим сыном Тимом — мальчик очень слабый и с трудом может ходить. Скрудж видит празднование Рождества у своего племянника Фреда, сравнившего Скруджа с ослом за то, что тот не пришёл к нему на праздник. Однако Фред и его гости произносят тост за дядюшку Скруджа. Дух Грядущего Рождества, пожалуй, самый зловещий. Он показывает Скруджу многих людей, которые говорят о смерти какого-то старика, который был очень скупым и нелюбим всеми.
Также Дух снова приводит Эбенезера в дом его клерка — Тим всё-таки умер, так как не мог получить помощи. Ещё Скрудж попадает в дом к старьёвщику, где видит, как распродаются все вещи, украденные у покойника, вплоть до последней сорочки. В конце путешествия Эбенезер спрашивает, кто был тот мертвец, о котором говорили все те люди. В один миг он оказывается на кладбище, у заснеженного надгробного камня, и понимает, что тем мертвецом был он сам. Призрак смахивает снег с даты, но Скрудж умоляет его дать ему шанс и просит не показывать год. Он обещает, что изменится, но вдруг земля уходит из-под ног, и Скрудж падает в гроб.
На миг наступает темнота. Эбенезер открывает глаза и понимает, что лежит у себя дома, на полу, запутавшись в пологе кровати. Скрудж начинает звонко смеяться, выбегает на улицу и поздравляет каждого встречного с Рождеством. Он покупает самую большую индюшку в ближайшем магазине и отправляет её с кэбом в дом своего работника. Вечером он приходит к племяннику, когда вся семья в сборе за праздничным столом. Его с радостью принимают, и он проводит чудесный, по-настоящему рождественский вечер. Утром он идёт на работу и отчитывает Боба за опоздание. Тот извиняется, но Скрудж очень строгим тоном заявляет: «Моему ангельскому терпению пришёл конец! И оттого… и оттого я повышаю вам жалование!»
После этих слов он смеётся от души. Мистер Крэтчит остаётся в полном недоумении, а Скрудж отправляет его в лавку за углём — раньше он скупился на отопление.
Боб произносит заключительную речь, что-то вроде слов автора. Из неё мы узнаём, что мальчик Тим совсем поправился, а Скрудж стал ему вторым отцом. Фильм заканчивается словами Тима: «Господи, храни всех людей!».

## В ролях
- Джим Керри — Эбенезер Скрудж / Дух Прошлого Рождества / Скрудж в детстве / Скрудж в молодости / Скрудж в совершеннолетии / Скрудж в зрелости / Дух Настоящего Рождества / Призрак Грядущего Рождества
- Кэри Элвес[3] — 1-й представительный джентльмен / Дик Уилкинс / сумасшедший скрипач / 2-й гость / 1-й бизнесмен
- Колин Фёрт[4] — Фред
- Боб Хоскинс[4] — мистер Феззивиг / старый Джо
- Гэри Олдмен[4] — Боб Крэтчит / Джейкоб Марли / Тим Крэтчит
- Робин Райт Пенн[4] — Белль, невеста Скруджа (её имя не упоминается) / Фанни, сестра Скруджа
- Лесли Мэнвилл — миссис Крэтчит
- Дэрил Сабара — подмастерье гробовщика / Питер Крэтчит / эпизодические персонажи
- Рождественский гимн «Боже, храни (благослови) всех людей!» (God Bless Us Everyone) исполнил итальянский тенор Андреа Бочелли.

## Производство
Ещё до съёмок фильма Земекис говорил, что «Рождественская песнь» Диккенса — это одна из его любимых историй о путешествиях во времени.
Этот трёхмерный фильм создавался с использованием технологии захвата движения, которую Земекис использовал в своих предыдущих фильмах «Полярный экспресс» (2004) и «Беовульф» (2007).
Главные роли в фильме исполнил Джим Керри, включая роль Эбенезера Скруджа в молодости, зрелости и старости, а также трёх призраков, которые являются Скруджу.
Как отмечал сам Керри, сценарий фильма близок к книге и четыре разных фазы жизни главного персонажа требовали от актёра большой работы как в вокальном, так и физическом плане.
При этом Керри старался как можно точнее передать английский и ирландский акценты, рассчитывая на благосклонный приём фильма в Великобритании.
Съёмки «Рождественской истории» начались в феврале 2008 года, а выход фильма состоялся 6 ноября 2009 года в США.

## Награды
- Джим Керри. Лучший голос герой из анимационного полнометражного фильма. Kids’ Choice Awards (2010)